# Ed Gordon
Edward Lansing Gordon, Jr. dit Ed Gordon (né le 1er juillet 1908 à Jackson (Mississippi) - mort le 5 septembre 1971 à Détroit) est un athlète américain, spécialiste du saut en longueur.
Il termine 7e lors des Jeux de 1928 mais il remporte la médaille d'or quatre ans après à Los Angeles.